# Strandrågsstråfly
Strandrågsstråfly, Longalatedes elymi, är en fjärilsart som först beskrevs av Georg Friedrich Treitschke 1825.  Enligt Dyntaxa ingår Strandrågsstråfly i släktet Longalatedes men enligt Catalogue of Life är tillhörigheten istället släktet Photedes. Enligt båda källorna tillhör arten familjen nattflyn, Noctuidae. Enligt den finländska rödlistan var arten nära hotad i Finland till och med bedömningen som publicerades 2010. Från 2019 års rödlista är arten listad som livskraftig (LC) i Finland. Arten har en livskraftig (LC) population även i Sverige. Artens livsmiljö är sandstränder vid Östersjön. Inga underarter finns listade i Catalogue of Life.